# Chenga Dragpa Chungne
| Tibetische Bezeichnung                                 |
| ------------------------------------------------------ |
| Wylie-Transliteration: spyan snga grags pa 'byung gnas |
| Chinesische Bezeichnung                                |
| Vereinfacht: 京俄•扎巴迥乃                             |
| Pinyin:Jing'e Zhaba Jiongnai                           |

Chenga Dragpa Chungne (tib. spyan snga grags pa 'byung gnas; * 1175; † 1255) war ein hoher Lama der Drigung-Kagyü-Schule des tibetischen Buddhismus. Er wirkte zunächst im Drigung-Kloster, dem Hauptsitz dieser Schule, und wurde 1208 Thronhalter von Densa Thil. Er war Drigung-Kagyü-Linienhalter (reg. 1235–1255).